# 呉亮 (明)
呉亮（ご りょう、生年不詳 - 1446年）は、明代の軍人。本貫は滁州来安県。

## 生涯
1402年（永楽元年）、旗手衛指揮僉事となった。1430年（宣徳5年）、湖広都指揮僉事を代行した。ほどなく右副総兵として王瑜とともに運河の水運を監督した。
1435年（宣徳10年）、新淦県の反乱を討って功績を挙げ、都督僉事に累進した。蕭授を補佐して、湖広・貴州に駐屯した。1436年（正統元年）、普定県の少数民族の反乱を破った。1437年（正統2年）、都督同知に進んだ。1439年（正統4年）、計沙の苗族の反乱を鎮圧し、右都督に進んだ。方政が麓川で戦没すると、呉亮は北京に召還され、副総兵に任命されて、兵5万を率いて麓川の反乱を討つことになった。雲南に着任すると、反乱軍の勢力が盛んなのをみて、金歯の参将の張栄が敗北するのを座視して救わなかった。このため呉亮は罪に問われて逮捕され、獄に下された。征南副将軍の印を佩いたまま、都督僉事に降格され、湖広・貴州に駐屯した。四川都掌の少数民族の反乱を鎮圧した。1442年（正統7年）、北京に召還され、右府の事務をみた。1446年（正統11年）、致仕を請願し、英宗に許可された。武昌で死去した。